# Morti nel 1687
| Questa pagina contiene informazioni ricavate automaticamente dalle voci biografiche con l'ausilio del template Bio e di un bot. L'aggiornamento è periodico e automatico e ricostruisce completamente la pagina. Se manca una persona in questa lista, sei pregato di non aggiungerla, ma accertati piuttosto che la sua voce biografica contenga il template Bio e che i dati anagrafici siano correttamente compilati. Se il template Bio manca, inseriscilo tu stesso o, in alternativa, metti l'avviso {{tmp\|Bio}} che ne segnala la mancanza. Se i dati riportati sono sbagliati, correggi direttamente la voce biografica; le modifiche saranno visibili in questa lista entro pochi giorni. Per chiarimenti vedi il progetto biografie. La lista contiene solo le 73 persone che sono citate nell'enciclopedia e per le quali è stato implementato correttamente il template Bio. Pagina aggiornata al 31 ago 2024. |

## Gennaio(9)
- 7 gennaio - Giacinto Serroni, arcivescovo cattolico italiano (n. 1617)
- 10 gennaio - Bernardo Guasconi, avventuriero e diplomatico italiano (n. 1614)
- 13 gennaio - Silvestro Mauro, gesuita, teologo e filosofo italiano (n. 1619)
- 14 gennaio - Nicolaus Mercator, matematico tedesco (n. 1620)
- 14 gennaio - Lorenzo Raggi, cardinale e vescovo cattolico italiano (n. 1615)
- 28 gennaio - Tolomeo II Gallio, IV duca di Alvito, nobile italiano (n. 1618)
- 28 gennaio - Johannes Hevelius, astronomo polacco (n. 1611)
- 30 gennaio - Alfonso Moscatelli, architetto italiano
- 31 gennaio - Francisco Varo, monaco cristiano spagnolo (n. 1627)

## Febbraio(9)
- 3 febbraio - François de Créquy, generale francese (n. 1625)
- 3 febbraio - Monsù Bernardo, pittore danese (n. 1624)
- 4 febbraio - Eleonora Sofia di Sassonia-Weimar, nobildonna tedesca (n. 1660)
- 6 febbraio - Juan de Jesús, francescano e mistico spagnolo (n. 1615)
- 13 febbraio - Carlo III di Créquy, diplomatico e generale francese (n. 1623)
- 15 febbraio - Maria Elisabetta di Brunswick-Wolfenbüttel, nobildonna tedesca (n. 1638)
- 21 febbraio - Georg Andreas Böckler, architetto e ingegnere tedesco (n. 1617)
- 22 febbraio - Francesco Lana de Terzi, gesuita, matematico e naturalista italiano (n. 1631)
- 28 febbraio - Ermeni Suleyman Pascià, politico ottomano (n. 1607)

## Marzo(6)
- 15 marzo - Jacques de Fieux, vescovo cattolico francese
- 18 marzo - Dorotea Elisabetta Christiansdatter, contessa danese (n. 1629)
- 19 marzo - René Robert Cavelier de La Salle, esploratore francese (n. 1643)
- 20 marzo - Maddalena Sibilla di Brandeburgo-Bayreuth (n. 1612)
- 22 marzo - Jean-Baptiste Lully, compositore, ballerino e musicista italiano (n. 1632)
- 28 marzo - Constantijn Huygens, scrittore, diplomatico e compositore olandese (n. 1596)

## Aprile(5)
- 7 aprile - Luigi di Brandeburgo, principe (n. 1666)
- 16 aprile - George Villiers, II duca di Buckingham, nobile, politico e poeta inglese (n. 1628)
- 25 aprile - János Kájoni, compositore rumeno (n. 1629)
- 25 aprile - Ferdinando Alberto I di Brunswick-Lüneburg, duca (n. 1636)
- 27 aprile - Vicente Mut, astronomo, storico e militare spagnolo (n. 1614)

## Maggio(3)
- 3 maggio - Maximilian Gandolph von Künburg, cardinale austriaco (n. 1622)
- 5 maggio - Vespasiano Gonzaga, militare italiano (n. 1621)
- 18 maggio - William Burke, VII conte di Clanricarde, militare irlandese (n. 1637)

## Luglio(2)
- 16 luglio - Johannes Walter Sluse, cardinale belga (n. 1628)
- 19 luglio - Laura Martinozzi, nobildonna italiana (n. 1639)

## Agosto(2)
- 9 agosto - Niccolò Albergati-Ludovisi, gesuita, arcivescovo cattolico e cardinale italiano (n. 1608)
- 23 agosto - Stojan Janković, condottiero serbo (n. 1636)

## Settembre(5)
- 7 settembre - Vincenzo Albrici, compositore e organista italiano (n. 1631)
- 10 settembre - Willem Wissing, pittore olandese (n. 1656)
- 12 settembre - Muazzez Sultan,  ottomana
- 15 settembre - Dionigi Bussola, artista, pittore e scultore italiano (n. 1615)
- 28 settembre - Francesco Turrettini, teologo svizzero (n. 1623)

## Ottobre(5)
- 5 ottobre - Michail Andreevič Golicyn, politico russo (n. 1639)
- 13 ottobre - Geminiano Montanari, astronomo e matematico italiano (n. 1633)
- 14 ottobre - Sarı Süleyman Pascià, militare ottomano
- 19 ottobre - Giulio Bartolocci, ebraista e monaco cristiano italiano (n. 1613)
- 27 ottobre - René Rapin, umanista e teologo francese (n. 1621)

## Novembre(5)
- 2 novembre - Juan Bautista Diamante, drammaturgo spagnolo (n. 1625)
- 14 novembre - Nell Gwyn, attrice teatrale inglese (n. 1650)
- 15 novembre - Giovanni Alfonso Petrucci, vescovo cattolico italiano (n. 1650)
- 16 novembre - Gaspar Méndez de Haro, politico e collezionista d'arte spagnolo (n. 1629)
- 28 novembre - Pietro Valentini, vescovo cattolico italiano (n. 1619)

## Dicembre(3)
- 5 dicembre - Ercole Bernabei, compositore e organista italiano (n. 1622)
- 16 dicembre - William Petty, filosofo, medico e economista inglese (n. 1623)
- 22 dicembre - Matthias Nicoll, politico inglese (n. 1630)

## Senza giorno specificato(19)
- Giovanni Battista Bianchi, architetto e scultore italiano (n. 1631)
- Pieter Borsseler, pittore olandese (n. 1633)
- Angelo Michele Colonna, pittore italiano (n. 1604)
- David de Coninck, pittore fiammingo (n. 1636)
- Frederick Coyett, esploratore olandese (n. 1615)
- George Dalgarno, filosofo, pedagogista e glottoteta scozzese
- François Grognier, pirata francese
- Ibrahim di Buda, politico ottomano
- Pietro Liberi, pittore italiano (n. 1605)
- Stefano Martini, vescovo cattolico italiano
- Henry More, filosofo britannico (n. 1614)
- Claude de Vin des Œillets,  francese
- Francesco Piacenza, cartografo, giurista e scacchista italiano (n. 1637)
- Hubertus Quellinus, incisore e artista belga (n. 1619)
- Jan Rieuwertsz, editore olandese (n. 1616)
- Juriaen van Streeck, pittore olandese (n. 1632)
- Christopher Wittich, teologo olandese (n. 1625)
- Simón de León Leal, pittore spagnolo (n. 1610)
- Maria Eufrosina del Palatinato-Zweibrücken-Kleeburg, principessa svedese (n. 1625)